# Оружје збогом
Оружје збогом је југословенски и српски ТВ филм из 1991. године. Режирао га је Бранислав Кичић, а сценарио је написао Стеван Копривица. Филм је по жанру драма, а премијерно је приказан 27. марта 1991. године на Радио-телевизији Београд.

## Улоге
| Глумац                     | Улога |
| -------------------------- | ----- |
| Живојин Миленковић         |       |
| Властимир Ђуза Стојиљковић |       |
| Миодраг Милованов          |       |
| Лада Скендер               |       |